# 임돈영
임돈영(1971년 11월 2일 ~)은 빙그레/한화에서 뛰었던 전 야구 선수다. 한서고등학교를 졸업했다.

## 같이 보기
- 빙그레 이글스 연도별 선수 명단